# هوريزون 2020

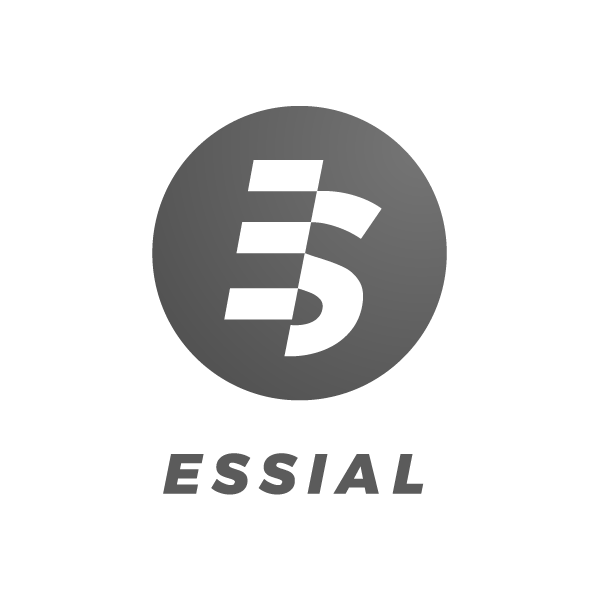
صورة "هوريزون"

هوريزون 2020 هو برنامج تمويل تكون بواسطة الاتحاد الأروبي/ المفوضية الأوروبية لدعم وتعزيز البحوث في نظام مجال البحوث الأوروبية (ERA).
وهو الثامن من البرامج الإطارية للبحث والتطوير التكنولوجي.
تمويل البحوث، التطور التكنولوجي، والابتكار مع التركيز على الابتكار.
مما يحقق نمواً ٱقتصادياً أسرع وتقديم حل للمستخدمين النهائين التي غالباً ما تكون وكالات حكومية.
تم تعديل اسم البرنامج إلى «البرنامج الإطاري للبحوث والابتكار»
يتم تنفيذ البرنامج الإطاري بواسطة «الاتحاد الأوربي» وهي الهيئة التنفيذية للإتحاد الأروبي إما من قبل مختلف المديرية العامة (DGs)، مثل: المديرية العامة للبحوث والابتكار (DG RTD) أو المديرية العامة لمحتوى شبكات الاتصال والتكنولوجيا من قبل الوكالات التنفيذية مثل: وكالة بحثية (REA)، الوكالة التنفيذية للمؤسسات الصغيرة ومتوسطة الحجم (EASME) أو ال (ERC) الوكالة التنفيذية (ERCER)

## روابط خارجية
- الموقع الرسمي